# Mól
A mól az anyagmennyiség mértékegysége, egyike az SI-alapegységeknek. Jele: mol (egykarakteres Unicode-jele: ㏖).
- 1 mol anyagban 6,02214076·1023 darab részecske található, mely pontosan az Avogadro-szám értéke.[1]
- Az elemi egység fajtáját pontosan meg kell adni. Ez lehet atom, molekula, ion, elektron, egyéb részecske vagy ezek meghatározott csoportja. (14. CGPM, 1971)
- A meghatározásnál csak azokat a szénatomokat szabad figyelembe venni, amelyeket nem terhel kötési energia, nyugalomban vannak, és alapállapotúnak tekinthetőek (CIPM, 1980)

Az anyagmennyiség mólokban kifejezett értékét mólszámnak nevezik (a molaritás mol/dm³-ben kifejezett számértékének többszörösét vagy tört részét).

## Meghatározása
A mérésügyi törvény tartalmazta a mól akkori meghatározását. Az Általános Súly- és Mértékügyi Konferencia ezt 2019-ben megváltoztatta. Azóta értéke nem kötődik a szénatom tulajdonságaihoz. A XXI. század elejétől kezdve meghatározásának és mérésének letéteményese a Budapesti Kormányhivatal, BFKH Hivatalos lapján nem szerepel magyar nyelvű meghatározás; csupán hivatkozás a Nemzetközi Súly- és Mértékügyi Hivatal honlapjára, ám ott csak angol és francia nyelven található meghatározás.  
A mól, amelynek jele a mol, az anyagmennyiség mértékegysége. Egy mol pontosan 6,02214076·1023 elemi egységet tartalmaz. Ez az érték az NA Avogadro állandó rögzített értéke, amelyet mol-1 formában jelölünk és a neve Avogadro szám.
Az anyagmennyiség jele n, mértéke olyan rendszernek, amely meghatározott számú elemi egységet tartalmaz. Elemi egység lehet atom, molekula, elektron, bármilyen részecske, vagy részecskék meghatározott csoportja.

## Története
Az SI-alapegységek 2019-es újradefiniálása előtt a mól meghatározása a következő volt: annak a rendszernek az anyagmennyisége, amely annyi elemi egységet tartalmaz, mint ahány atom van 0,012 kg szén-12-izotópban. A mol egység használatához meg kell jelölni az elemi egységek fajtáját. Ezek lehetnek atomok, molekulák, ionok, elektronok, egyéb elemi egységek, vagy ezeknek meghatározott csoportja. 